# Amalberga de Temse
Amalberga de Temse (Lotaríngia, ca. 741 - Temse, Flandes Oriental, Bèlgica, 10 de juliol de 772) fou una dama de Lotaríngia. És venerada com a santa per diverses confessions cristianes.
No s'ha de confondre amb santa Amalberga de Maubeuge.

## Biografia
La seva Vita està vinculada a la de Carles Martell: el seu biògraf, Goscelí de Canterbury, diu que Carles havia intentat un matrimoni amb ella però que Amalberga, que volia seguir vida religiosa, el va rebutjar i es va postrar a l'altar d'una església. Quan va intentar moure-la per força, li va trencar el braç, però fou incapaç d'emportar-se-la. A causa d'això va caure malalta, però el va perdonar i va pregar Déu perquè la guarís.
Se la venera especialment a Temse, Gant, Munsterbilzen i altres parts de Flandes. Se li atribueixen molts miracles, com creuar un riu en un peix gegant.
Les seves relíquies foren portades al monestir de Sint Pieter de Gant, on foren exposades des del 1073.